# محمد خيري (لاعب سنوكر)
محمد خيري (26 ديسمبر 1981) لاعب سنوكر مصري محترف سابق.

## روابط خارجية
- محمد خيري على موقع CueTracker.net (الإنجليزية)